# الواقع والأحلام (رواية)
الواقع والأحلام (بالإنجليزية: Reality and Dreams)‏ هي رواية للكاتبة الإسكتلندية موريل سبارك، نشرت عام 1996، لأول مرة عن دار نشر كونستابل في المملكة المتحدة وهوتون ميفلين في الولايات المتحدة.